# Eyalet di Damasco
L'eyalet di Damasco (in turco Eyalet-i Şam), fu un eyalet dell'Impero ottomano nella regione dell'attuale città di Damasco.

## Storia
L'area venne conquistata dagli ottomani nel 1516 strappandola al sultanato mamelucco del Cairo che era ormai entrato in decadenza. A seguito delle riforme del 1864, l'eyalet di Damasco, entrato in declino dopo l'ascesa di quello di Aleppo, venne smembrato e gran parte di esso venne inclusa nel nuovo vilayet di Siria, chiamato per l'appunto anche vilayet di Damasco.

## Geografia antropica

### Suddivisioni amministrative
I sangiaccati dell'eyalet di Damasco nel XVII secolo erano:
1. sangiaccato di Gerusalemme
2. sangiaccato di Gaza
3. sangiaccato di Karak
4. sangiaccato di Safet
5. sangiaccato di Nablus
6. sangiaccato di Ajloun
7. sangiaccato di Lejun
8. sangiaccato di Bokoa
9. sangiaccato di Tadmor
10. sangiaccato di Sidon
11. sangiaccato di Beirut

## Governatori
- Janbirdi al-Ghazali (1518–1521)
- Ahmad ibn Ridwan (1601–1607)
- Sulayman Pasha al-Azm (1733–1737; 1741–1743)
- As'ad Pasha al-Azm (1743–1757)
- Mehmed Emin Rauf Pasha (ottobre 1828 - luglio 1831)
- Mehmed Selim Pasha (1830–1831)